# María Ruiz-Tagle
María Teresa Ruiz-Tagle Jiménez (Santiago, 15 de abril de 1913-ibídem, 10 de abril de 2001) fue una ama de casa chilena. Sirvió como primera dama de Chile entre 1964 y 1970, como cónyuge del presidente Eduardo Frei Montalva. Fue también la madre de Eduardo Frei Ruiz-Tagle, presidente de Chile de marzo de 1994 a marzo de 2000.

## Primeros años

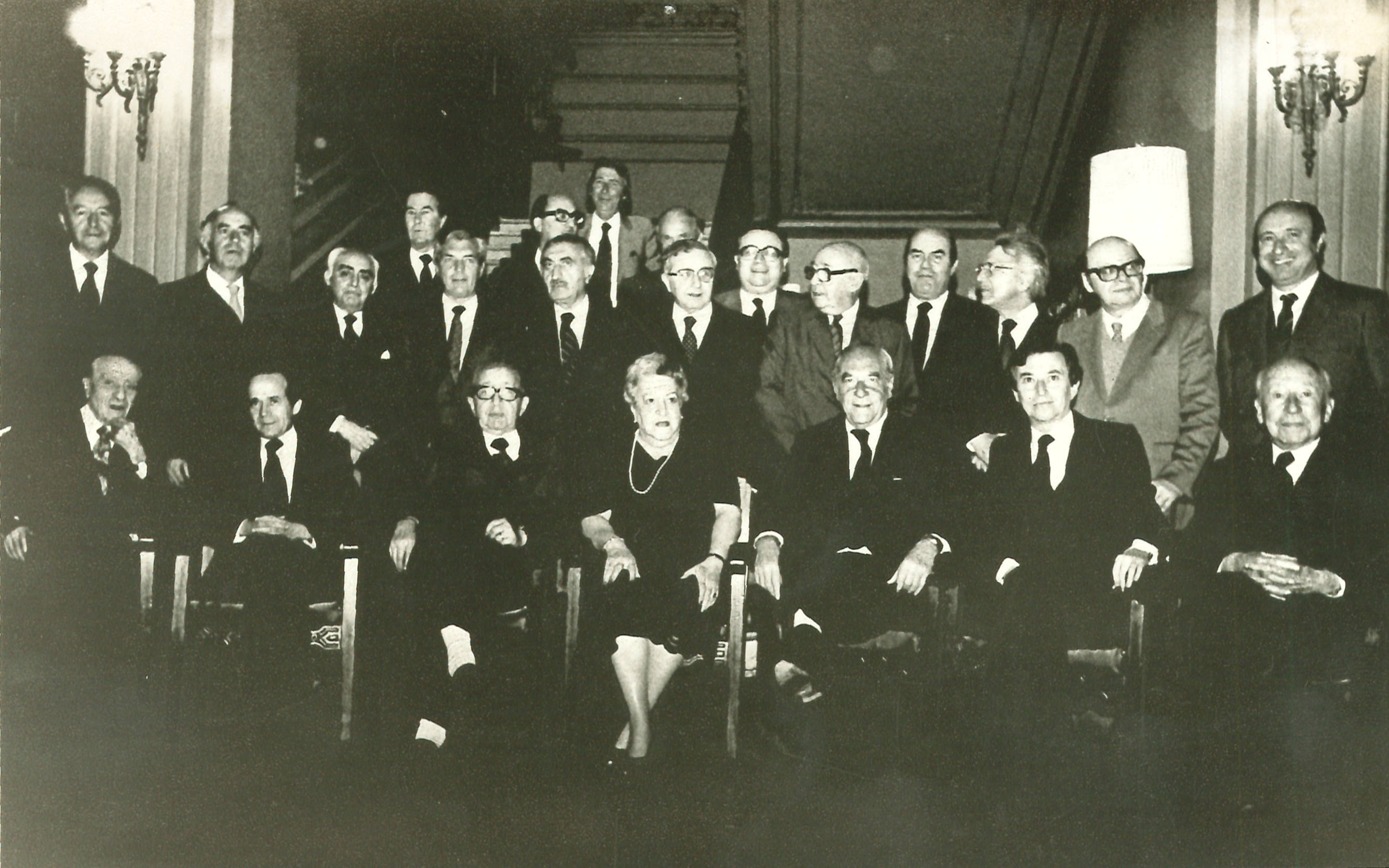
Ruiz-Tagle junto a exministros y colaboradores de Frei Montalva, en 1990.

Hija de Alfredo Ruiz-Tagle Adriasola y Claudia Jiménez Pérez de Arce, de orígenes valdivianos, conoció a quien sería su esposo en 1927, a través de su hermano, Alfredo Ruiz-Tagle, sacerdote y fundador de la obra Fundación mi Casa. Se casaron el 27 de abril de 1935 en la capilla del Instituto de Humanidades Luis Campino de la capital. Ofició ese sacramento monseñor Carlos Casanueva.
En marzo de 1936 nació su primera hija, Irene, y poco después, a fines de 1937, volvieron a Santiago desde Iquique. En los inicios de la década de 1940, gracias a un préstamo de 32 000 pesos de la Caja Nacional de Empleados Públicos y Periodistas, el matrimonio logró construirse una casa en el número 683 de la calle Hindenburg, comuna de Providencia, la cual hoy está convertida en museo.

## Primera dama y años posteriores
Respaldó firmemente a su esposo en la carrera política que lo llevó a ser presidente tras las elecciones del 4 de septiembre de 1964.
"Doña Maruja"-apelativo que la hizo cariñosamente conocida-, enviudó el 22 de enero de 1982. Volvió a aparecer a la luz pública en 1994, cuando apareció en el Palacio de La Moneda junto a su hijo Eduardo Frei Ruiz-Tagle, luego que este asumiese como presidente. 
Falleció en la Clínica Alemana de Santiago el 10 de abril de 2001 debido a una afección broncopulmonar. Los restos del matrimonio yacen en el mausoleo familiar ubicado en el Cementerio General de Santiago.